# Suchanino
Suchanino (in tedesco: Zigankenberg) è una frazione di Danzica, situata nella parte centrale della città.